# South Maroota
South Maroota är en del av en befolkad plats i Australien. Den ligger i kommunen The Hills Shire och delstaten New South Wales, i den sydöstra delen av landet, omkring 46 kilometer nordväst om delstatshuvudstaden Sydney. Antalet invånare är 509.
Närmaste större samhälle är Glenorie, omkring 12 kilometer sydost om South Maroota. 
I omgivningarna runt South Maroota växer i huvudsak städsegrön lövskog. Runt South Maroota är det tätbefolkat, med 331 invånare per kvadratkilometer. Genomsnittlig årsnederbörd är 1 380 millimeter. Den regnigaste månaden är februari, med i genomsnitt 200 mm nederbörd, och den torraste är juli, med 36 mm nederbörd.